# Echo (Jin)
Echo è il secondo extended play del cantante sudcoreano Jin, pubblicato il 16 maggio 2025 dalla Big Hit.

## Antefatti e pubblicazione
Il 14 aprile 2025, la testata sudcoreana Newsen ha riportato in esclusiva che Jin avrebbe pubblicato un nuovo album a maggio, sei mesi dopo il precedente Happy. La Big Hit Music ha confermato la notizia poco dopo, e ha dato ufficialmente l'annuncio alla mezzanotte del 15 aprile (ora coreana), comunicando il titolo – Echo – ma non l'effettiva data di uscita. Quest'ultima è stata svelata sei ore dopo tramite un video proiettato alla Coex K-pop Square del distretto di Gangnam, Seul. Il 17 aprile è uscita la lista tracce; Jin ha partecipato alla scrittura dei testi di quattro delle sette canzoni di Echo. Il 12 maggio è stato caricato online un highlight medley del disco contenente delle brevi anteprime dei brani.
Il processo creativo di Echo ha richiesto la scrematura di circa un migliaio di canzoni, che Jin ha ridotto inizialmente a 30 e poi alle sette finali. L'artista ha raccontato di aver scelto brani che fossero divertenti da eseguire dal vivo, mentre per il singolo principale Don't Say You Love Me ha preferito un pezzo che fosse facile da ascoltare.

## Descrizione
Come il precedente Happy, anche Echo è un album rock, ma ha toni più oscuri e selvaggi. Musicalmente è costruito attorno alla strumentazione tipica di una band, mentre tematicamente esplora i momenti che si diffondono nella mente umana come un'eco, l'amore nelle sue varie forme (come l'amicizia) e la connessione tra le persone. Il singolo principale Don't Say You Love Me è una canzone pop dall'atmosfera solitaria che parla dell'ironia di due amanti che non riescono a troncare la loro relazione anche se sta andando in pezzi; Nothing Without Your Love, di genere rock britannico con intensi ritmi di batteria e riff alla chitarra, si rivolge alla persona amata, dichiarando che senza il suo amore non si è niente; Loser ritrae una coppia a volte dolce e affettuosa, a volte litigiosa su ritmi pop punk; Rope It trasmette la convinzione che per raggiungere i propri obiettivi siano necessari dei sacrifici, e musicalmente s'inserisce nei canoni del country rock; With the Clouds è un pezzo dal sound J-rock che racconta del desiderio di partire per un viaggio insieme a Nuvola, un amico che accetta tutti i lati di noi stessi; Background è una ballad pop che racconta di come si continui ad amare qualcuno nonostante si faccia ormai parte del suo passato; To Me, Today è una lettera dedicata alla versione di se stesso che vive il presente e non tornerà più e aderisce al rock alternativo con influenze dal rock britannico degli anni Settanta e Ottanta.

## Promozione
Il 17 maggio 2025 Jin ha tenuto l'evento Don't Say You Love Me @ Seongsu presso l'Anderson C del distretto di Seongdong a Seul, dove ha eseguito per la prima volta le canzoni del disco; lo show è stato trasmesso anche in diretta streaming su Weverse. Il 22 maggio si è esibito al Tonight Show Starring Jimmy Fallon.
L'EP è stato promosso anche da un tour mondiale, il #RunSeokjin_Ep.Tour, che ha avuto inizio il 28 giugno a Goyang e toccherà Giappone, Stati Uniti, Regno Unito e Paesi Bassi nel corso dei due mesi successivi.

## Accoglienza
| Recensione    | Giudizio |
| ------------- | -------- |
| AllMusic      |          |
| NME           |          |
| Rolling Stone |          |

Maria Letícia L. Gomes di Clash ha assegnato ad Echo un punteggio di 8 su 10, indicando Background come "uno dei momenti più memorabili [...] grazie al suo ritmo costante e alla struttura pulita" e Nothing Without Your Love come "forse la traccia più forte dell'album" con un arrangiamento che "si sviluppa gradualmente, permettendo alla voce di Jin di dispiegarsi con moderazione piuttosto che con forza. La sua interpretazione qui appare più ponderata, più sicura ed emotivamente espressiva, senza scadere nel melodramma". Per Rob Sheffield di Rolling Stone, "Jin spinge il suo stile inconfondibile ancora oltre con Echo [...] con ballate emozionanti e passi rock patinati che gli danno la possibilità di risplendere con il suo fascino sincero". Di opinione simile Taylor Richards di V, per cui l'EP "riflette la crescita della musicalità e dell'abilità artistica di Jin attraverso una dimostrazione di maturità vocale e narrazione intima". Per Jeff Benjamin di Billboard, "Echo opta per un approccio più intimo [rispetto a Happy], privilegiando collaboratori di lunga data e volti nuovi, che aiutano Jin a esplorare una varietà di sottogeneri rock senza diluire la sua voce. Il risultato è un album che appare al tempo stesso personale e profondo, ancorato al contributo compositivo di Jin su quattro delle sette tracce". Lee Jae-hoon di Newsis ha scritto che i vari generi sperimentati nel disco dimostrano "quanto profonde e lontane possano arrivare le emozioni e la voce di Jin", elogiando l'espressività vocale e la scrittura sobria che si concentra più sul creare un legale di empatia con l'ascoltatore che sul raccontare esperienze in modo vistoso e intenso. Il critico musicale Kim Do-heon, membro del comitato di selezione per i Korean Music Award, ha affermato che "Echo è un'opera che mette in mostra sistematicamente le diverse qualità della voce di Jin, con un rock che gli si addice". Secondo Neil Z. Yeung di AllMusic, "[l'EP] è così divertente e rinfrescante che sembra una presa in giro che abbia solo sette canzoni" e "mantiene le promesse di Happy, superando quell'album d'esordio con una produzione migliorata, scelte più audaci e ritornelli a cui è impossibile resistere"; ha inoltre trovato che "la musica di Jin funziona così bene – indipendentemente dal produttore o dal genere – perché le sue emozioni sono trasmesse in modo davvero convincente dalla sua splendida estensione vocale".
Meno favorevole la recensione di Rhian Daly per NME che, pur lodando l'interpretazione vocale emotiva, ha trovato che "non tutto funziona", specialmente la base musicale di Loser e l'introduzione di Rope It, in cui si sente un cavallo nitrire e un fischio da saloon western.

## Tracce
1. Don't Say You Love Me – 3:00 (Nathan Ferdig, Wyatt Sanders)
2. Nothing Without Your Love – 2:56 (Ben Samama, Danke, Digital Farm Animals, Ellie Suh (153/Joombas), Jin, Jinli (Full8loom), Lee Seu-ran, Matt Attard, Matt Thomson, Max Graham, Pdogg, Kim ChaeA (153/Joombas), Lee Ang-doo (153/Joombas), Lee Eun-hwa (153/Joombas))
3. Loser (feat. Yena) – 2:35 (Ciara Muscat, Danke, Ghstloop, Jin,  Jinli (Full8loom), Kang Eun-jeong, Liljune (153/Joombas), Matt Attard, Matt Thomson, Max Graham, Pdogg, Ryan Bickley, Saeyoung (153/Joombas), True (153/Joombas))
4. Rope It – 2:45 (Ben Samama, Ellie Suh (153/Joombas), Ghstloop, James Keys, Jin, Mun Yeo-reum, Oscar Bell, Pdogg, Saeyoung (153/Joombas), Sokodomo, True (153/Joombas))
5. With the Clouds (구름과 떠나는 여행?, Gureumgwa tteonaneun yeohaengLR; lett. "In viaggio con Nuvola") – 3:08 (Adora, Jin, Pdogg, Yojiro Noda)
6. Background – 2:55 (Bay (153/Joombas), Ellie Suh (153/Joombas), Enrique Maza, Francis Karel, Jinli (Full8loom), Liv Miraldi, Martin Wave, Mia (153/Joombas), Neil Ormandy, Saeyoung (153/Joombas), Sean Fischer, True (153/Joombas), Hwang Yoo-bin (XYXX))
7. To Me, Today (오늘의 나에게?, Oneur-ui na-egeLR; lett. "Al me di oggi") – 3:01 (Chalee (153/Joombas), Cho Yun-kyoung, Danke, Ellie Suh (153/Joombas), Ghstloop, Jeanjinn Jane, Ninos Hanna, Pdogg, Sokodomo, William Segerdahl, Hwang Yoo-bin (XYXX))

Tracce aggiuntive della versione +1db – download digitale, streaming
1. Don't Say You Love Me (Band Ver.) – 3:02
2. Don't Say You Love Me (Lofi Remix) – 2:24

Tracce aggiuntive della versione +2db – download digitale, streaming
1. Don't Say You Love Me (Disco Remix) – 3:12
2. Don't Say You Love Me (Synthwave Remix) – 2:35

Tracce aggiuntive della versione +3db – download digitale, streaming
1. Don't Say You Love Me (90s Pop Remix) – 3:10
2. Don't Say You Love Me (Future Pop Remix) – 2:26

## Successo commerciale
Entro ventiquattr'ore dall'uscita, Happy ha raggiunto la vetta della classifica album di iTunes in 63 paesi del mondo, tra cui Brasile, Francia, Germania e Giappone, mentre il brano Don't Say You Love Me è arrivato al primo posto in 61 territori. Tutte le canzoni dell'album sono inoltre apparse nella top 10 della classifica iTunes delle più scaricate a livello globale. Don't Say You Love Me è stata riprodotta in streaming su Spotify oltre 3,62 milioni di volte nel giorno della sua uscita, debuttando al 9° posto nella classifica giornaliera; nei giorni successivi ha continuato a salire fino a raggiungere la vetta il 25 maggio. In Giappone è entrata direttamente al primo posto nella classifica Oricon delle canzoni più scaricate il 16 maggio.
Con Echo Jin è entrato per la prima volta nella Official Albums Chart britannica come solista, in posizione 63, mentre Don't Say You Love Me è apparsa 58ª sulla Official Singles Chart. Sulla statunitense Billboard 200 l'EP si è classificato in top 3 dietro I'm the Problem di Morgan Wallen e SOS di SZA, superando il record personale del cantante (4º con Happy). Don't Say You Love Me si è invece classificata sulla Billboard Hot 100 in posizione 90.
Il 10 giugno 2025 Echo è stato certificato disco d'oro dalla Recording Industry Association of Japan per aver venduto 100 000 copie in Giappone.

## Classifiche
| Classifica (2025) | Posizione massima |
| ----------------- | ----------------- |
| Austria           | 7                 |
| Belgio (Fiandre)  | 56                |
| Belgio (Vallonia) | 23                |
| Canada            | 65                |
| Corea del Sud     | 2                 |
| Francia           | 30                |
| Germania          | 15                |
| Giappone          | 2                 |
| Grecia            | 6                 |
| Lituania          | 11                |
| Nuova Zelanda     | 29                |
| Polonia           | 9                 |
| Portogallo        | 112               |
| Regno Unito       | 63                |
| Spagna            | 23                |
| Stati Uniti       | 3                 |
| Svizzera          | 12                |